# Хто ти? (роман)
Хто ти? — роман українського письменника, громадського діяча Олеся Бердника, написаний у 1966 році.

## Сюжет
Події роману починаються з розповіді чоловіка, який заблукав взимку у полі під час буревію. В пошуках оселі він натрапляє посеред поля на обеліск. На обеліску викарбовано ім’я  «Микола Горенко. Солдат-композитор». Незабаром чоловік дістається сільського клубу,  де знайомиться із хлопцем, який пропонує йому ночівлю. На запитання щодо обеліска у полі, хлопець починає розповідь.
Він розповідає про молодого композитора Миколу Горенка, який зустрів дівчину Оленку. На  вулицях Києва вони дали одне одному «клятву крові» про вічну дружбу і збиралися побратися. Але матері Оленки не подобається Микола. Вона вважає його невигідною партією для доньки. Та Оленка йде від батьків і приїжджає з Миколою до його рідного села. Микола одружується з Оленкою, вони працюють у школі, сповнені планів на майбутнє. Але планам стає на заваді війна. Микола йде на фронт, а вагітна Оленка під час евакуації, в дорозі народжує дитину та у метушні під час обстрілу втрачає її. А незабаром вона дізнається і про загибель чоловіка. Тим часом Микола потрапляє у полон та після допиту його розстрілюють. Серед місцевих жителів його історія стає легендою та кожного дня на могилі з’являються свіжі квіти. 
Проте Микола не загинув. Важко поранений, він доповзає до однієї з хат у селі і його лікує молода дівчина Марійка. Згодом вони разом потрапляють до партизанського загону, де Микола за свої музичні здібності отримує прізвисько «Артист». Оленка проходить підготовку і повертається розвідником у рідні краї допомагати партизанам. Під час одного із завдань, вона потрапляє у полон. де її мали розстріляти. Але дізнавшись про її полон, партизани на чолі з Артистом, вирушають на допомогу. В бою Артист і Оленка отримують поранення та їх евакуюють на Велику Землю. З Артистом на Велику Землю летить Марійка, яка відчуває за нього свою відповідальність. Хлопець, який розповідав історію, попереджає гостя, що це не кінець подій, а початок нової історії.
Вона починається зі знайомства на випускному вечорі консерваторії Євгена і Оксани, талановитої скрипальки. Євген запрошує її до себе на день народження. Проте на дні народження Євген починає з гостями сперечку, незрозумілу Оксані. Він також читає своє фантастичне оповідання, в якому змальована ідеалістична картина єдиного та безмежного Всесвіту. Ані Оксана, ані інші гості не розуміють цього. Скориставшись нагодою, брат Євгена, Роман, відводить Оксану додому та говорить їй про своє кохання. Роман здається Оксані зрозумілішим за Євгена і вона погоджується зустрічатись із ним. Незабаром йде мова про заручини. Але Оксана потрапляє в дорожню пригоду і лікарі повідомляють, що вона більше не зможе грати на скрипці. Оксана, для якої гра була сенсом життя, втрачає віру в майбутнє. Від неї відмовляється Роман, а Євгену, який продовжує любити її, та перший приходить до лікарні, вона каже йти і забути її.
Але незабаром вони порозумілися, Оксана зустрічається з Євгеном і вони, на запрошення знайомого Євгена, збираються їхати працювати у село. В цей час Микола із Марійкою перебувають у Києві. Після поранення Микола втратив пам’ять і, Марійка сподівається, що саме у Києві він зможе згадати своє минуле. В деяких містах Микола нервує, але коли бачить молоду пару - раптом згадує свою дружину і розповідає Марійці, як намагався врятувати її від розстрілу. Також з’ясовується, що ім’я молодої дівчини, побачивши яку, Микола почав згадувати минуле, Оксана Горенко, його донька. Незабаром вони знаходять і Оленку, яка від кінця війни чекала на Миколу.

## Сприйняття
Як зазначено у літературознавчій розвідці Одеського національного університету імені І.І. Мечникова, «…роман-симфонія «Хто ти?» є своєрідною скарбницею пісенних поезій Олеся Бердника…».